# 2014-es U17-es női labdarúgó-világbajnokság
A 2014-es U17-es női labdarúgó-világbajnokság a negyedik ilyen jellegű labdarúgó-vb volt. A vb-t 16 válogatott részvételével március 15. és április 4. között rendezték Costa Ricában. A tornát a japán csapat nyerte, története során először.

## Helyszínek
A mérkőzéseket az alábbi négy helyszínen rendezték:
| Alajuela                       | Liberia                           |
| ------------------------------ | --------------------------------- |
| Estadio Alejandro Morera Soto  | Estadio Edgardo Baltodano Briceño |
| Férőhely: 16 625               | Férőhely: 4 300                   |
|                                |                                   |
| San José                       | Tibás                             |
| Estadio Nacional de Costa Rica | Estadio Ricardo Saprissa Aymá     |
| Férőhely: 34 453               | Férőhely: 21 704                  |
|                                |                                   |

## Részt vevő csapatok
A házigazda Costa Rica mellett a következő 15 válogatott vett részt:
| Szövetség                                         | Selejtezőtorna                                            | Csapatok                                  |
| ------------------------------------------------- | --------------------------------------------------------- | ----------------------------------------- |
| AFC (Ázsia)                                       | 2013-as U16-os női Ázsia-kupa                             | Japán · Észak-Korea · Kína                |
| CAF (Afrika)                                      | 2013-as U17-es női Ázsia-kupa                             | Nigéria · Ghána · Zambia                  |
| CONCACAF (Észak és Közép-amerikai, Karibi térség) | 2013-as U17-es női CONCACAF-bajnokság                     | Mexikó · Kanada                           |
| CONMEBOL (Dél-Amerika)                            | 2013-as U17-es női dél-amerikai labdarúgó-bajnokság       | Venezuela · Kolumbia · Paraguay           |
| OFC (Óceánia)                                     | Az OFC által kijelölt csapat, a selejtezőtornát törölték. | Új-Zéland                                 |
| UEFA (Európa)                                     | 2014-es U17-es női labdarúgó-Európa-bajnokság             | Németország · Spanyolország · Olaszország |
| Rendező ország                                    | Rendező ország                                            | Costa Rica                                |

## Játékvezetők
A FIFA összesen 14 játékvezetőt, 4 tartalék játékvezetőt és 28 asszisztenst jelölt ki a mérkőzésekre.
| Konföderáció | Játékvezető                                                                                          | Asszisztens |
| ------------ | --- | --- |
| AFC          | Kadzsijama Fuszako Pannipan Kamnüng Abirami Apbai Naidu (tartalék)                                   | Emi Chiba Kim Kyoung-Min Lee Seul-Gi Saori Takahashi |
| CAF          | Aissata Ameyo Amegee Gladys Lengwe (tartalék)                                                        | Ayawa Mana Dzodope Lidwine Pelagie Rakotozafinoro |
| CONCACAF     | Miriam Patricia Leon Serpas Cardella Samuels Lucila Venegas Montes Marianela Ayala Cruz (tartalék)   | Emperatriz Ivonne Ayala Lopez Princess Brown Enedina Caudillo Gomez Lixy Esperanza Enriquez Guerrero Stacy-Ann Greyson Kimberly Moreira Rojas                          |
| CONMEBOL     | Ana Karina Marques Valentin Alves Silvia Elizabeth Reyes Juarez Maria Belen Carvajal Peña (tartalék) | Luciana Elizabeth Mascaraña Katiuscia Mayer Berger Mendonça Rossana Mabel Salinas Garcia Nadia Maria Macarena Weiler Figueredo                                         |
| OFC          | Anna-Marie Keighley                                                                                  | Nagarita Jimmy Lata I Sia Kaumatule |
| UEFA         | Jana Adámková Kulcsár Katalin Pernilla Larsson Katerina Monzul Carina Susana Vitulano                | Ourania Foskolou Helen Karo Panagiota Koutsoumpou Kulcsár Judit Angela Kyriakou Sian Massey Yolanda Parga Rodriguez Lucie Ratajova Sanja Rodak Karsic Maria Sukenikova |

## Csoportkör
A csoportkörben minden csapat a másik három csapattal egy-egy mérkőzést játszott, így összesen 6 mérkőzésre került sor mind a négy csoportban. A csoportokból az első két helyezett jutott tovább a negyeddöntőbe. Minden csoportban az utolsó két mérkőzést azonos időpontban játszották. A negyeddöntőtől egyenes kieséses rendszerben folytatódott a torna.
| Jelmagyarázat                                                                   |
| ------------------------------------------------------------------------------- |
| A csoportok első és második helyezettje bejutott az egyenes kieséses szakaszba. |
| A csoportok harmadik és negyedik helyezettje kiesett.                           |

### A csoport
| Csapat      | M | Gy | D | V | G+ | G– | Gk | P |
| ----------- | - | -- | - | - | -- | -- | -- | - |
| Venezuela   | 3 | 3  | 0 | 0 | 8  | 0  | +8 | 9 |
| Olaszország | 3 | 2  | 0 | 1 | 3  | 1  | +2 | 6 |
| Zambia      | 3 | 1  | 0 | 2 | 2  | 7  | –5 | 3 |
| Costa Rica  | 3 | 0  | 0 | 3 | 1  | 6  | –5 | 0 |

| 2014. március 15. 17:00 |

| Olaszország   | 2–0               | Zambia |
| ------------- | ----------------- | ------ |
| Serturini 41' | (1–0) Jegyzőkönyv |        |

| Estadio Nacional de Costa Rica, San José Nézőszám: 34 453 Játékvezető: Lucila Venegas (mexikói) |

| 2014. március 15. 20:00 |

| Costa Rica | 0–3               | Venezuela                      |
| ---------- | ----------------- | ------------------------------ |
|            | (0–0) Jegyzőkönyv | Castellanos 49' 52' Moreno 88' |

| Estadio Nacional de Costa Rica, San José Nézőszám: 34 453 Játékvezető: Pernilla Larsson (svéd) |

| 2014. március 18. 17:00 |

| Venezuela                          | 4–0               | Zambia |
| ---------------------------------- | ----------------- | ------ |
| Castellanos 14' García 47' 59' 86' | (1–0) Jegyzőkönyv |        |

| Estadio Nacional de Costa Rica, San José Nézőszám: 25 624 Játékvezető: Jana Adámková (cseh) |

| 2014. március 18. 20:00 |

| Costa Rica | 0–1               | Olaszország   |
| ---------- | ----------------- | ------------- |
|            | (0–1) Jegyzőkönyv | Marinelli 19' |

| Estadio Nacional de Costa Rica, San José Nézőszám: 25 624 Játékvezető: Silvia Reyes (perui) |

| 2014. március 22. 20:00 |

| Zambia                      | 2–1               | Costa Rica |
| --------------------------- | ----------------- | ---------- |
| Chanda 8' Araya 69' (öngól) | (1–1) Jegyzőkönyv | Varela 3'  |

| Estadio Ricardo Saprissa Aymá, Tibas Nézőszám: 9658 Játékvezető: Anna–Marie Keighley (új-zélandi) |

| 2014. március 22. 20:00 |

| Venezuela       | 1–0               | Olaszország |
| --------------- | ----------------- | ----------- |
| Castellanos 46' | (0–0) Jegyzőkönyv |             |

| Estadio Alejandro Morera Soto, Alajuela Nézőszám: 5863 Játékvezető: Cardella Samuels (jamaicai) |

### B csoport
| Csapat      | M | Gy | D | V | G+ | G– | Gk | P |
| ----------- | - | -- | - | - | -- | -- | -- | - |
| Ghána       | 3 | 2  | 0 | 1 | 4  | 2  | +2 | 6 |
| Kanada      | 3 | 1  | 2 | 0 | 5  | 4  | +1 | 5 |
| Észak-Korea | 3 | 1  | 1 | 1 | 5  | 6  | –1 | 4 |
| Németország | 3 | 0  | 1 | 2 | 5  | 7  | –2 | 1 |

| 2014. március 15. 17:00 |

| Ghána                       | 2–0               | Észak-Korea |
| --------------------------- | ----------------- | ----------- |
| Ayieyam 16' Owusu-Ansah 50' | (1–0) Jegyzőkönyv |             |

| Estadio Edgardo Baltodano Briceño, Liberia Nézőszám: 2910 Játékvezető: Kulcsár Katalin (magyar) |

| 2014. március 15. 20:00 |

| Németország               | 2–2               | Kanada                   |
| ------------------------- | ----------------- | ------------------------ |
| Ehegötz 65' Fellhauer 68' | (0–2) Jegyzőkönyv | Fleming 3' Levasseur 44' |

| Estadio Edgardo Baltodano Briceño, Liberia Nézőszám: 2910 Játékvezető: Ana Marques (brazil) |

| 2014. március 18. 17:00 |

| Ghána       | 1–0               | Németország |
| ----------- | ----------------- | ----------- |
| Amfobea 43' | (1–0) Jegyzőkönyv |             |

| Estadio Edgardo Baltodano Briceño, Liberia Nézőszám: 3250 Játékvezető: Pannipan Kamnüng (thaiföldi) |

| 2014. március 18. 20:00 |

| Észak-Korea        | 1–1               | Kanada                  |
| ------------------ | ----------------- | ----------------------- |
| Sung Hyang-Sim 54' | (0–0) Jegyzőkönyv | Kim Jong-Sim 86' (o.g.) |

| Estadio Edgardo Baltodano Briceño, Liberia Nézőszám: 3250 Játékvezető: Carina Susana Vitulano (olasz) |

| 2014. március 22. 17:00 |

| Kanada           | 2–1               | Ghána           |
| ---------------- | ----------------- | --------------- |
| Levasseur 9' 40' | (2–0) Jegyzőkönyv | Owusu-Ansah 72' |

| Estadio Ricardo Saprissa Aymá, Tibas Nézőszám: 9658 Játékvezető: Katerina Monzul (ukrán) |

| 2014. március 22. 17:00 |

| Észak-Korea                                                                  | 4–3               | Németország                       |
| ---------------------------------------------------------------------------- | ----------------- | --------------------------------- |
| Ju Hyo-Sim 30' Sung Hyang-Sim 34' Wi Jong-Sim 41' Ri Ji-Hyang 61' (11-esből) | (3–3) Jegyzőkönyv | Ehegötz 5' Sehan 12' Walkling 24' |

| Estadio Alejandro Morera Soto, Alajuela Nézőszám: 5863 Játékvezető: Lucila Venegas (mexikói) |

### C csoport
| Csapat        | M | Gy | D | V | G+ | G– | Gk  | P |
| ------------- | - | -- | - | - | -- | -- | --- | - |
| Japán         | 3 | 3  | 0 | 0 | 15 | 0  | +15 | 9 |
| Spanyolország | 3 | 2  | 0 | 1 | 10 | 3  | +7  | 6 |
| Új-Zéland     | 3 | 0  | 1 | 2 | 1  | 7  | –6  | 1 |
| Paraguay      | 3 | 0  | 1 | 2 | 2  | 18 | –16 | 1 |

| 2014. március 16. 11:00 |

| Új-Zéland    | 1–1               | Paraguay    |
| ------------ | ----------------- | ----------- |
| Cleverly 69' | (1–1) Jegyzőkönyv | Barrios 84' |

| Estadio Ricardo Saprissa Aymá, Tibas Nézőszám: 2250 Játékvezető: Pannipan Kamnüng (thaiföldi) |

| 2014. március 16. 14:00 |

| Spanyolország | 0–2               | Japán                     |
| ------------- | ----------------- | ------------------------- |
|               | (0–1) Jegyzőkönyv | Mijagava 43' Macubara 51' |

| Estadio Ricardo Saprissa Aymá, Tibas Nézőszám: 2250 Játékvezető: Cardella Samuels (jamaicai) |

| 2014. március 19. 17:00 |

| Új-Zéland | 0–3               | Spanyolország                          |
| --------- | ----------------- | -------------------------------------- |
|           | (0–2) Jegyzőkönyv | Hernández 3' Garrote 34' N. García 67' |

| Estadio Ricardo Saprissa Aymá, Tibas Nézőszám: 2364 Játékvezető: Aissata Amegee (togói) |

| 2014. március 19. 20:00 |

| Paraguay | 0–10              | Japán |
| -------- | ----------------- | --- |
|          | (0–3) Jegyzőkönyv | Haszegava 15' Endó 22' Mijagava 36' Icsisze 47' Hiracuka 56' Szaihara 62' Szugita 75' 85' 86' Kono 90+2' (11-esből) |

| Estadio Ricardo Saprissa Aymá, Tibas Nézőszám: 2364 Játékvezető: Pernilla Larsson (svéd) |

| 2014. március 23. 17:00 |

| Japán                                                | 3–0               | Új-Zéland |
| ---------------------------------------------------- | ----------------- | --------- |
| Haszegava 20' Kobajasi 71' (11-esből) Macubara 90+3' | (1–0) Jegyzőkönyv |           |

| Estadio Nacional de Costa Rica, San José Nézőszám: 5100 Játékvezető: Ana Marques (brazil) |

| 2014. március 23. 17:00 |

| Paraguay  | 1–7               | Spanyolország                                               |
| --------- | ----------------- | ----------------------------------------------------------- |
| Godoy 25' | (1–3) Jegyzőkönyv | Beltrán 4' Falcón 11' 17' N. García 64' 83' Garrote 76' 79' |

| Estadio Edgardo Baltodano Briceño, Liberia Nézőszám: 3199 Játékvezető: Miriam Leon (salvadori) |

### D csoport
| Csapat   | M | Gy | D | V | G+ | G– | Gk | P |
| -------- | - | -- | - | - | -- | -- | -- | - |
| Nigéria  | 3 | 3  | 0 | 0 | 7  | 2  | +5 | 9 |
| Mexikó   | 3 | 2  | 0 | 1 | 8  | 3  | +5 | 6 |
| Kína     | 3 | 1  | 0 | 2 | 4  | 7  | –3 | 3 |
| Kolumbia | 3 | 0  | 0 | 3 | 2  | 9  | –7 | 0 |

| 2014. március 16. 14:00 |

| Mexikó                                         | 4–0               | Kolumbia |
| ---------------------------------------------- | ----------------- | -------- |
| Salazar 1' Crowther 4' González 14' Huerta 71' | (3–0) Jegyzőkönyv |          |

| Estadio Alejandro Morera Soto, Alajuela Nézőszám: 4300 Játékvezető: Kadzsijama Fuszako (japán) |

| 2014. március 16. 17:00 |

| Kína          | 1–2               | Nigéria              |
| ------------- | ----------------- | -------------------- |
| Fan Yuqiu 64' | (0–1) Jegyzőkönyv | Ajibade 21' Kanu 63' |

| Estadio Alejandro Morera Soto, Alajuela Nézőszám: 4300 Játékvezető: Katerina Monzul (ukrán) |

| 2014. március 19. 17:00 |

| Mexikó                                                   | 4–0               | Kína |
| -------------------------------------------------------- | ----------------- | ---- |
| Bernal 30' (11-esből) González 42' Martínez 66' Cruz 87' | (2–0) Jegyzőkönyv |      |

| Estadio Alejandro Morera Soto, Alajuela Nézőszám: 4629 Játékvezető: Anna–Marie Keighley (új-zélandi) |

| 2014. március 19. 20:00 |

| Kolumbia          | 1–2               | Nigéria             |
| ----------------- | ----------------- | ------------------- |
| Ang. Rodríguez 3' | (1–1) Jegyzőkönyv | Bokiri 26' Kanu 59' |

| Estadio Alejandro Morera Soto, Alajuela Nézőszám: 4629 Játékvezető: Miriam Leon (salvadori) |

| 2014. március 23. 20:00 |

| Nigéria                         | 3–0               | Mexikó |
| ------------------------------- | ----------------- | ------ |
| Ajibade 12' Kanu 16' Yakubu 58' | (2–0) Jegyzőkönyv |        |

| Estadio Nacional de Costa Rica, San José Nézőszám: 5100 Játékvezető: Silvia Reyes (perui) |

| 2014. március 23. 20:00 |

| Kolumbia           | 1–3               | Kína                                            |
| ------------------ | ----------------- | ----------------------------------------------- |
| And. Rodríguez 60' | (0–0) Jegyzőkönyv | Cui Yuhan 72' Páez 75' (öngól) Chen Yudan 90+1' |

| Estadio Edgardo Baltodano Briceño, Liberia Nézőszám: 3199 Játékvezető: Kulcsár Katalin (magyar) |

## Egyenes kieséses szakasz
|  |              |               |               |               |   |             |             |            |               |               |               |       |       |
|  | Negyeddöntők | Negyeddöntők  | Negyeddöntők  |               |   | Elődöntők   | Elődöntők   | Elődöntők  |               |               | Döntő         | Döntő | Döntő |
|  | Negyeddöntők | Negyeddöntők  | Negyeddöntők  |               |   | Elődöntők   | Elődöntők   | Elődöntők  |               |               | Döntő         | Döntő | Döntő |
|  | március 27.  |               |               |               |   |             |             |            |               |               |               |       |       |
|  |              |               |               |               |   |             |             |            |               |               |               |       |       |
|  | A1           | Venezuela     | 3             |               |   |             |             |            |               |               |               |       |       |
|  | A1           | Venezuela     | 3             | március 31.   |   |             |             |            |               |               |               |       |       |
|  | B2           | Kanada        | 2             |               |   |             |             |            |               |               |               |       |       |
|  | B2           | Kanada        | 2             |               |   | Venezuela   | Venezuela   | 1          |               |               |               |       |       |
|  | március 27.  |               |               |               |   | Venezuela   | Venezuela   | 1          |               |               |               |       |       |
|  |              |               | Japán         | Japán         | 4 |             |             |            |               |               |               |       |       |
|  | C1           | Japán         | Japán         | Japán         | 4 | 2           |             |            |               |               |               |       |       |
|  | C1           | Japán         |               |               |   | 2           | április 4.  |            |               |               |               |       |       |
|  | D2           | Mexikó        | 0             |               |   |             |             |            |               |               |               |       |       |
|  | D2           | Mexikó        | 0             |               |   | Japán       | Japán       | 2          |               |               |               |       |       |
|  | március 27.  |               |               |               |   | Japán       | Japán       | 2          |               |               |               |       |       |
|  |              |               | Spanyolország | Spanyolország | 0 |             |             |            |               |               |               |       |       |
|  | B1           | Ghána         | Spanyolország | Spanyolország | 0 | 2 (3)       |             |            |               |               |               |       |       |
|  | B1           | Ghána         | március 31.   |               |   | 2 (3)       |             |            |               |               |               |       |       |
|  | A2           | Olaszország   | 2 (4)         |               |   |             |             |            |               |               |               |       |       |
|  | A2           | Olaszország   | 2 (4)         |               |   | Olaszország | Olaszország | 0          | Bronzmérkőzés | Bronzmérkőzés | Bronzmérkőzés |       |       |
|  | március 27.  |               |               |               |   | Olaszország | Olaszország | 0          | Bronzmérkőzés | Bronzmérkőzés | Bronzmérkőzés |       |       |
|  |              |               | Spanyolország | Spanyolország | 2 |             |             | április 4. | április 4.    | április 4.    |               |       |       |
|  | D1           | Nigéria       | Spanyolország | Spanyolország | 2 | 0           |             | április 4. | április 4.    | április 4.    |               |       |       |
|  | D1           | Nigéria       |               |               |   |             |             | Venezuela  | Venezuela     | 4 (0)         |               |       |       |
|  | C2           | Spanyolország | 3             |               |   |             |             | Venezuela  | Venezuela     | 4 (0)         |               |       |       |
|  | C2           | Spanyolország | 3             |               |   | Olaszország | Olaszország | 4 (2)      |               |               |               |       |       |
|  |              |               |               |               |   | Olaszország | Olaszország | 4 (2)      |               |               |               |       |       |

### Negyeddöntők
| 2014. március 27. 14:00 |

| Venezuela                              | 3–2               | Kanada                    |
| -------------------------------------- | ----------------- | ------------------------- |
| Castellanos 6' Zambrano 43' García 62' | (2–2) Jegyzőkönyv | Kinzner 19' Levasseur 40' |

| Estadio Nacional de Costa Rica, San José Nézőszám: 1812 Játékvezető: Jana Adámková (cseh) |

| 2014. március 27. 17:00 |

| Ghána                                  | 2–2               | Olaszország                                   |
| -------------------------------------- | ----------------- | --------------------------------------------- |
| Ayieyam 4' Abambila 90'                | (1–2) Jegyzőkönyv | Marinelli 8' Giugliano 17' (11-esből)         |
| Büntetőpárbaj                          |                   |                                               |
| Ayieyam Kuzagbe Opoku Abambila Amfobea | 3–4               | Boattin Giugliano Simonetti Serturini Vergani |

| Estadio Nacional de Costa Rica, San José Nézőszám: 1812 Játékvezető: Kadzsijama Fuszako (japán) |

| 2014. március 27. 17:00 |

| Japán                     | 2–0               | Mexikó |
| ------------------------- | ----------------- | ------ |
| Haszegava 12' Szugita 43' | (2–0) Jegyzőkönyv |        |

| Estadio Edgardo Baltodano Briceño, Liberia Nézőszám: 3406 Játékvezető: Carina Susana Vitulano (olasz) |

| 2014. március 27. 20:00 |

| Nigéria | 0–3               | Spanyolország                         |
| ------- | ----------------- | ------------------------------------- |
|         | (0–1) Jegyzőkönyv | Guijarro 14' (11-esből) N. García 58' |

| Estadio Edgardo Baltodano Briceño, Liberia Nézőszám: 3406 Játékvezető: Anna–Marie Keighley (új-zélandi) |

### Elődöntők
| 2014. március 31. 17:00 |

| Venezuela         | 1–4               | Japán                                                      |
| ----------------- | ----------------- | ---------------------------------------------------------- |
| Castellanos 90+2' | (0–2) Jegyzőkönyv | Nagano 13' Icsisze 33' Kobajasi 52' Szugita 63' (11-esből) |

| Estadio Edgardo Baltodano Briceño, Liberia Nézőszám: 3528 Játékvezető: Pernilla Larsson (svéd) |

| 2014. március 31. 20:00 |

| Olaszország | 0–2               | Spanyolország                                     |
| ----------- | ----------------- | ------------------------------------------------- |
|             | (0–0) Jegyzőkönyv | Hernández 48' (11-esből) N. García 81' (11-esből) |

| Estadio Edgardo Baltodano Briceño, Liberia Nézőszám: 3528 Játékvezető: Jana Adámková (cseh) |

### Bronzmérkőzés
| 2014. április 4. 14:00 |

| Venezuela                                  | 4–4               | Olaszország                                     |
| ------------------------------------------ | ----------------- | ----------------------------------------------- |
| Marcano 45+2' García 60' 68' Luzardo 90+5' | (1–1) Jegyzőkönyv | Bergamaschi 16' Giugliano 55' 61' Simonetti 79' |
| Büntetőpárbaj                              |                   |                                                 |
| Moreno Romero D. Rodriguez Goyo            | 0–2               | Boattin Giugliano Simonetti                     |

| Estadio Nacional de Costa Rica, San José Nézőszám: 29 814 Játékvezető: Pannipan Kamnüng (thaiföldi) |

### Döntő
| 2014. április 4. 17:00 |

| Japán              | 2–0               | Spanyolország |
| ------------------ | ----------------- | ------------- |
| Nisida 5' Kono 78' | (1–0) Jegyzőkönyv |               |

| Estadio Nacional de Costa Rica, San José Nézőszám: 29 814 Játékvezető: Lucila Venegas (mexikói) |

| A 2014-es U17-es női labdarúgó-világbajnokság győztese |
| ------------------------------------------------------ |
| · Japán · 1. cím                                       |

### Díjak
A világbajnokság után a következő díjakat osztották ki:
| Aranylabda                        | Ezüstlabda    | Bronzlabda    |
| --------------------------------- | ------------- | ------------- |
| Szugita Hina                      | Haszegava Jui | Pilar Garrote |
| Aranycipő                         | Ezüstcipő     | Bronzcipő     |
| Deyna Castellanos Gabriela García | –             | Szugita Hina  |
| Legjobb kapus                     |               |               |
| Macumoto Mamiko                   |               |               |
| FIFA Fair Play-díj                |               |               |
| Japán                             |               |               |

## Gólszerzők
6 gólos
- Deyna Castellanos
- Gabriela García

5 gólos
- Szugita Hina
- Nahikari García

4 gólos
- Marie Levasseur

3 gólos
- Manuela Giugliano
- Haszegava Jui
- Uchenna Kanu
- Pilar Garrote

2 gólos
- Nina Ehegötz
- Jane Ayieyam
- Sandra Owusu-Ansah
- Gloria Marinelli
- Annamaria Serturini
- Icsisze Nana
- Kobajasi Rikako
- Kono Fuka
- Macubara Siho
- Mijagava Aszato
- Janae González
- Rasheedat Ajibade
- Sung Hyang-Sim
- Andrea Falcón
- Patricia Guijarro
- Sandra Hernández

1 gólos
- Jessie Fleming
- Sarah Kinzner
- Chen Yudan
- Cui Yuhan
- Fan Yuqiu
- Andrea Rodríguez
- Angie Rodríguez
- Sofia Varela
- Kim Fellhauer
- Jasmin Sehan
- Ricarda Walkling
- Ernestina Abambila
- Gladys Amfobea
- Valentina Bergamaschi
- Flaminia Simonetti
- Endó Dzsun
- Hiracuka Maki
- Nagano Fúka
- Nisida Meika
- Szaihara Mizuki
- Rebeca Bernal
- Jacqueline Crowther
- Belen Cruz
- Cinthia Huerta
- Gabriela Martínez
- Viridiana Salazar
- Daisy Cleverly
- Joy Bokiri
- Aminat Yakubu
- Ju Hyo-Sim
- Ri Ji-Hyang
- Wi Jong-Sim
- Sheryl Barrios
- Fanny Godoy
- Beatriz Beltrán
- Sandra Luzardo
- Tahicelis Marcano
- Kika Moreno
- Yosneidy Zambrano
- Grace Chanda

Öngólos
- Sara Páez (Kína)
- Maria Araya (Zambia)
- Kim Jong-Sim (Kanada)